# Lucas Terrer Casas
Lucas Terrer Casas (Zaragoza, 7 de junio de 2005) es un futbolista español, con raíces mozotinas que juega como mediocentro en el Deportivo Aragón de la Segunda Federación.

## Trayectoria
Nacido en Zaragoza, Aragón, Terrer es un jugador formado en las categorías inferiores del Real Zaragoza de su ciudad natal.
El 12 de marzo de 2023, debuta con el Deportivo Aragón en Segunda Federación, entrando como suplente en la segunda parte en el empate 0-0 a domicilio contra el CE Manresa.
El 3 de marzo de 2024, hizo su debut con el primer equipo del Real Zaragoza en la Segunda División de España, sustituyendo a Toni Moya en la derrota en casa por 1-0 ante la SD Amorebieta. En la siguiente jornada, sería titular en el encuentro frente al Real Valladolid.

### Internacional
En abril de 2024, sería convocado por la Selección de fútbol sub-17 de España, con la que disputa dos partidos.

## Clubes
Actualizado al último partido disputado el 22 de abril de 2024.
| Club             | País   | Año       | Partidos | Goles |
| ---------------- | ------ | --------- | -------- | ----- |
| Deportivo Aragón | España | 2023-act. | 13       | 0     |
| Real Zaragoza    | España | 2024-act. | 2        | 0     |